# نیکلاس جانسون
نیکلاس جانسون (انگلیسی: Niklas Jonsson; ۳۱ مهٔ ۱۹۶۹ – ) اسکی‌باز صحرانوردی اهل سوئد بود.